# جرارد گلیستر
جرارد گِـلِـیستر (انگلیسی: Gerard Glaister) تهیه‌کننده فیلم، کارگردان و فیلم‌نامه‌نویس اهل انگلستان است.
او دانش‌آموختهٔ آکادمی سلطنتی هنرهای دراماتیک بود.
از فیلم‌ها یا مجموعه‌های تلویزیونی که وی در آن‌ها نقش داشته است می‌توان به بازداشتگاه کلدیتز و ارتش سری اشاره نمود.